# 叱列平
叱列 平（しつれつ へい、504年 - 554年）は、中国の北魏末から北斉にかけての軍人。字は殺鬼。本貫は代郡。

## 経歴
代々にわたって酋帥をつとめた家柄に生まれた。容貌にすぐれ、ひげが美しく、騎射を得意とした。第一領民酋長・臨江伯の位を継いだ。正光5年（524年）、破六韓抜陵が乱を起こし、柔然の残党が馬邑に侵入すると、叱列平は軍を率いて、戦功を挙げ、別将に任ぜられた。後に牧子の乱が起こり、劉胡崙・斛律可那律らが叛くと、叱列平は都督となって、劉胡崙らを討ち平げた。永安元年（528年）、武衛将軍に任ぜられた。爾朱栄に従って葛栄を破り、元顥を平定し、中軍都督・右衛将軍に転じ、廮陶県伯に封ぜられた。永安3年（530年）、爾朱栄が殺害されると、叱列平は爾朱栄の妻や爾朱世隆らとともに北に逃れた。長広王元曄が即位すると、右衛将軍に任ぜられ、京畿大都督を加えられた。
普泰元年（531年）、高歓が信都で起兵すると、叱列平は高歓に帰順した。中興2年（532年）、鄴に対する攻撃に従い、韓陵で爾朱氏を討った。爾朱仲遠が敗走すると、叱列平は東郡大行台となった。永熙年間、爾朱兆を討ち、また婁昭の下で樊子鵠を平定した。使持節・華州刺史に任ぜられた。武定元年（543年）、高仲密が乱を起こすと、叱列平は高歓の下で邙山に戦い、宇文泰を破った。廓州刺史に任ぜられた。武定5年（547年）、儀同三司の位を加えられ、河陽に駐屯した。武定8年（550年）、爵位を侯に進めた。天保元年（同年）、北斉が建てられると、兗州刺史に任ぜられ、間もなく開府を加えられ、臨洮県子の別封を受けた。天保3年（552年）、諸将とともに南征し、陽平郡を落とした。南朝梁の軍が広陵を包囲したため、叱列平は河南の諸軍を率いて救援に赴いた。梁軍が撤退すると、叱列平は帰還した。天保5年（554年）夏、51歳で兗州に死去した。都督瀛滄幽三州諸軍事・瀛州刺史・中書監の位を追贈され、諡を荘恵といった。
子の叱列孝中が後を嗣いだ。

## 伝記資料
- 『北斉書』巻20 列伝第12
- 『北史』巻53 列伝第41